# Elke Schieber
Elke Schieber (* 11. Juni 1947 als Elke Jacobi in Quedlinburg) ist eine deutsche Filmwissenschaftlerin, Dramaturgin und Filmregisseurin.

## Leben und Werk
Nach einem abgebrochenen Gartenbaustudium arbeitete Elke Jacobi zunächst als Kellnerin in einer Kneipe, bevor sie den DEFA-Tonmeister Klaus Schieber kennenlernte. Mit ihm begann ihr filmischer Berufsweg. Auf Probe übernahm sie zunächst erste Recherche-Arbeiten am DEFA-Studio für Dokumentarfilme. 1976 erhielt sie einen Studienplatz für Film- und Fernsehwissenschaft an der Filmhochschule in Babelsberg.
Nach dem Studium war Schieber zwischen 1980 und 1984 als Redakteurin für die Fachzeitschrift Film und Fernsehen tätig. Anschließend folgte der Wechsel ans DEFA-Dokumentarfilmstudio, wo sie als Dramaturgin und Autorin angestellt war. Schieber wirkte unter anderem an Produktionen über den Schriftsteller E. T. A. Hoffmann und die Bildhauer Christian Daniel Rauch und Johann Gottfried Schadow mit, die als Auftragsfilme für das DDR-Fernsehen entstanden.
In der Wendezeit erhielt Elke Schieber die Möglichkeit eigene Dokumentarfilme als Regisseurin zu verantworten. Sie drehte Filme über die Transsibirische Eisenbahn und die Sächsische Schweiz. Die von ihr realisierte vierte Episode des Mehrteilers über das Elbsandsteingebirge mit dem Titel Zu Füßen der Barbarine – Cunnersdorf wurde 1989 – unter anderem aufgrund kritischer Aussagen zum fehlenden Umweltschutz – zunächst nicht zur Ausstrahlung zugelassen.
Nach der Abwicklung der DEFA begann Elke Schiebers Tätigkeit für das Filmmuseum Potsdam. Über viele Jahre wirkte sie am Aufbau der Sammlung des Museums mit und führte zahlreiche Zeitzeugengespräche mit früheren DEFA-Angestellten. Zudem war sie 1991 zunächst Mitglied, ab 1998 Vorsitzende der Jury für den Bundesfilmpreis. 2007 ging Elke Schieber in den Ruhestand.
Mit der in der Schriftenreihe der DEFA-Stiftung erschienenen Publikation Tangenten legte sie 2016 eine 692 Seiten umfassende Dokumentation über die Darstellung jüdischen Lebens in den audiovisuellen Medien der DDR vor – „Ein Lebenswerk“ wie Harald Kretzschmar in einem biografischen Artikel über Elke Schieber würdigend festhielt.
Elke Schieber lebt in Kleinmachnow.

## Filmografie (Auswahl)
- 1986: Alltag der Träume. E. T. A. Hoffmann – Ein phantastischer Realist (Dramaturgie; TV-Dokumentarfilm)
- 1986: Im Auftrag des Königs – Zwei Bildhauer in Berlin (Dramaturgie; TV-Dokumentarfilm)
- 1986: Kraft der Millionen Hände (Dramaturgie; TV-Dokumentarfilm)
- 1987: Der stählerne Breitengrad (Regie mit Hans-Joachim Roth und Dramaturgie; dreiteiliger TV-Dokumentarfilm)
- 1989: Die sächsische Schweiz (Regie: Teil 4; Dramaturgie: Teil 3–5; fünfteilige TV-Dokumentarfilmreihe)
- 1989: Suche nach Glücksland – Die Geschichten von Jurij Brězan (Dramaturgie; TV-Dokumentarfilm)
- 1990: Der Dom zu Havelberg (Dramaturgie; TV-Dokumentarfilm)
- 1990: Mehr als das halbe Leben – Porträt eines Bauern (Regie und Buch; TV-Dokumentarfilm)

## Schriften (Auswahl)
- In alter neuer Gangart – Eine Generation im Mittelzustand. Aus Theorie und Praxis des Films (01/1989), Betriebsakademie des VEB DEFA-Studio für Spielfilme: 1989.
- Hans Albers. Ein Leben in Bildern. Henschel Verlag, Berlin: 1997, ISBN 978-3-89487-282-3.
- mit Michael Wedel: Konrad Wolf – Werk und Wirkung. Beiträge zur Film- und Fernsehwissenschaft (Ausg. 63), VISTAS Verlag: 2009, ISBN 978-3-89158-500-9.
- Tangenten. Holocaust und jüdisches Leben im Spiegel audiovisueller Medien der SBZ und der DDR 1946 bis 1990 – Eine Dokumentation. Schriftenreihe der DEFA-Stiftung, Bertz + Fischer Verlag, Berlin 2016, ISBN 978-3-86505-403-6.